# Голубоглазка мелкоцветная
Голубогла́зка мелкоцве́тная (лат. Sisyrinchium micranthum) — вид цветковых растений рода Голубоглазка (Sisyrinchium) семейства Ирисовые (Iridaceae).

## Ботаническое описание
Многолетнее травянистое растение. Белые или кремовые цветки достигают 1—2 см в диаметре, с синими или пурпурными центрами. 
Плод — коричневая коробочка 3—8 мм в диаметре, содержащая тёмные коричневые семена.

## Распространение
Растение родом из Южной Америки, но в настоящее время акклиматизирован повсеместно.

## Синонимика
- Bermudiana iridifolia (Kunth) Kuntze
- Bermudiana micrantha (Cav.) Kuntze
- Marica iridifolia (Kunth) Ker Gawl.
- Marica micrantha (Cav.) Ker Gawl.
- Sisyrinchium dichroum Poepp. ex Klatt
- Sisyrinchium fimbriatum Dombey ex Klatt
- Sisyrinchium iridifolium Kunth
- Sisyrinchium micranthemum Pers.
- Sisyrinchium micranthum f. eburneochraceum Ravenna
- Sisyrinchium micranthum f. flavum Ravenna
- Sisyrinchium micranthum f. luteum Ravenna
- Sisyrinchium micranthum f. purpureum Ravenna
- Sisyrinchium micranthum subsp. scudiculare Ravenna[2]